# كيت كوفاتش
كيت كوفاتش (بالمجرية: Kovács Kati)‏ هي مغنية وشاعرة وممثلة مجرية، ولدت في 25 أكتوبر 1944 في المجر. من الجوائز التي نالتها جائزة كوشوت ‏ سنة 2014.

## جوائز
- جائزة كوشوت [الإنجليزية]‏ (2014)

## وصلات خارجية
- كيت كوفاتش على موقع IMDb (الإنجليزية)
- كيت كوفاتش على موقع ميوزك برينز (الإنجليزية)
- كيت كوفاتش على موقع ديسكوغز (الإنجليزية)
- كيت كوفاتش على موقع قاعدة بيانات الفيلم (الإنجليزية)